# Jeanne-Elisabeth Bichier des Ages
Jeanne-Elisabeth Bichier des Ages Augier (5 de julio de 1773 - 26 de agosto de 1838), fue una santa y religiosa francesa canonizada por el papa Pío XII el 6 de julio de 1947. Es conmemorada el 26 de agosto.

## Biografía
Juana Isabel María Lucía nació en el castillo de Ages, entre Poitiers y Bourges, en 1773. Su padre, Antonio Bichier, era el señor del castillo y empleado del rey. Su madre se llamaba María Augier de Moussac, y el abuelo materno de la beata desempeñaba también un cargo público de importancia. En la niñez Isabel era muy tímida, se conmovía profundamente con los mendigos a quienes trataba de ayudar. A los diez años, ingresó en la escuela del convento de Poitiers. Su tío, el P. Félix Paul Laurent Augier de Moussac, era vicario general de Poitiers y la superiora del convento era también pariente suya. A lo que parece, la jovencita pasó ahí años muy felices. Su diversión favorita consistía en construir castillos de arena. Años después, tuvo que ocuparse mucho de construcciones y comentaba: «Era claro que este iba a ser mi oficio, puesto que empecé a practicarlo desde niña».
Durante la Revolución francesa su padre murió y todos los bienes de su familia fueron confiscados. Tuvo que vivir con su madre en prisión por un tiempo, hasta que los abogados les devolvieron sus bienes y su vivienda. Durante toda su vida quería consagrar su vida con Dios, pero su madre se lo impedía. 
Después de huir de su casa, fundó una orden religiosa que apoyaba a los pobres y a los niños de la diócesis de Poitiers, Francia.
Entre 1819 y 1820, santa Isabel inauguró trece conventos y entre 1821 y 1825, las Hijas de la Cruz fundaron unas quince casas en una docena de diócesis diferentes. Después, el obispo de Bayona las llamó al sur de Francia, y la congregación se introdujo en Béarn, el País Vasco, Gascuña y Languedoc. Para 1830, había ya más de sesenta conventos, luego de una enormidad de casas fundadas por Santa Isabel y muy enferma falleció el 26 de agosto de 1838.
Santa Isabel Bichier des Ages fue canonizada en 1947.